# Colors of the Wind
Colors of the Wind (nella versione italiana I colori del vento) è una canzone del 1995 scritta da Alan Menken e Stephen Schwartz, facente parte della colonna sonora del film Walt Disney Pocahontas. La canzone è vincitrice dell'Oscar per la migliore canzone 1996. Il testo, dai forti contenuti religiosi e spirituali, presenta simbolicamente la visione del mondo panteistica della religione nativa americana.

## Versioni
Esistono varie versioni della canzone, in base alla quantità di linguaggi nei quali il film è stato distribuito. Per ogni linguaggio possono esistere due versioni, una cantata nel film, l'altra distribuita su supporto multimediale e presente nei ringraziamenti di alcune edizioni del film. La doppiatrice di Pocahontas nella versione inglese è Judy Kuhn, l'attrice e cantante Vanessa Williams ha invece dato la voce per la versione alternativa della canzone. L'edizione italiana è stata, in entrambe le sue versioni, cantata da Manuela Villa.
Le parole del testo differiscono molto tra le varie edizioni, sebbene complessivamente in tutte si sia mantenuto il medesimo significato di fondo che la canzone intende esprimere.
Nei Paesi anglosassoni la canzone di Vanessa Williams ha avuto grande successo. Originariamente pubblicata in formato di singolo divenne il successo della cantante per il 1995, vincendo anche un disco d'oro per aver venduto oltre 500 000 copie. La canzone è stata in seguito ripresa da Ashanti, da Edyta Górniak (in polacco), da Jennifer Rush (in tedesco), da Daniela Castillo (in spagnolo), da Christy Carlson Romano, dai The Chipettes, da Danielle White, da Lea Salonga, da Arturo Sandoval, da Pam Tillis e più di recente da Vanessa Hudgens in Disneymania 5. Il gruppo J-pop ACIDMAN realizzò una versione remixata del brano nell'album Equal, e una versione tech-dance fu realizzata dal gruppo russo Harajuku. Nel 2009 Ivana Spagna incide la canzone per il suo cd dedicato alle favole "Il cerchio della vita".

### Versioni in altre lingue
| Lingua                      | Artista                                                                                      | Titolo                                   | Traduzione                             |
| --------------------------- | -------------------------------------------------------------------------------------------- | ---------------------------------------- | -------------------------------------- |
| Arabo                       | جيهان الناصر (Ǧīhān Elnāṣer)                                                                 | ألوان الرياح (ʾAlwān er-riyāḥ)           | I colori del vento                     |
| Cantonese                   | 李蕙敏 (Amanda Lee) (film e titoli di coda)                                                  | 風之彩 (Fēng zhī cǎi)                    | Colore del vento                       |
| Ceco                        | Jana Durczaková                                                                              | Barvy větru                              | Colori del vento                       |
| Cinese (Taiwan)             | 辛曉琪 (Winnie Shin/Xīn Xiǎo-Qí) (film e titoli di coda)                                     | 风之彩 (Feng Zhi Cai)                    | Colore del vento                       |
| Coreano                     | 신동희 (Shin Dong-Hee)                                                                       | 바람의 빛깔 (Parame pitkkal)             | Il colore del vento                    |
| Danese                      | Susanne Elmark (film) & Monique Spartalis (titoli di coda)                                   | Vindens farver                           | I colori del vento                     |
| Ebraico                     | ריטה (Rita)                                                                                  | צבעי הרוח (Tsiv’ey ha’ruach)             | Colori del vento                       |
| Finlandese                  | Arja Koriseva (film e titoli di coda)                                                        | Tuulen värit                             | I colori del vento                     |
| Francese (Canada)           | Stephanie Martin                                                                             | Les couleurs du vent                     | I colori del vento                     |
| Francese (Europa)           | Laura Mayne (film e titoli di coda) & Judith Bérard (trailer)                                | L’air du vent                            | L'aria di vento                        |
| Giapponese                  | 土居裕子 (Yuko Doi)                                                                          | 風の色 (Kaze no iro)                     | Colore del vento                       |
| Greco                       | Φιόνα Τζαβάρα (Fióna Tzavára)                                                                | Χρώματα του ανέμου (Chrómata tou anémou) | Colori del vento                       |
| Hindi                       | मैरियन डी’क्रूज़ (Marianne D’Cruz Aiman)                                                           | हवा के रंग (Hava Ke Rang)                   | Colori dell'aria                       |
| Indonesiano                 | Beatrix Renita Purwiastanti                                                                  | Warna Angin                              | Colore del vento                       |
| Inglese                     | Judy Kuhn (film) & Vanessa Williams (titoli di coda)                                         | Colors of the wind                       | I colori del vento                     |
| Islandese                   | Valgerður Guðnadóttir (film) & Margrét Eir (titoli di coda)                                  | Vindsins litadýrð                        | Il colore del vento                    |
| Italiano                    | Manuela Villa (film e titoli di coda)                                                        | I colori del vento                       | I colori del vento                     |
| Malese                      | Juwita Suwito                                                                                | Mewarnai sang bayu                       | Colorare il vento                      |
| Norvegese                   | Anita Skorgan (film e titoli di coda)                                                        | Farger i en vind                         | Colori in un vento                     |
| Olandese                    | Pia Douwes                                                                                   | Kleuren van de wind                      | I colori del vento                     |
| Polacco                     | Edyta Górniak                                                                                | Kolorowy wiatr                           | Vento colorato                         |
| Portoghese (Brasile)        | Kika Tristão (film) & Daniela Mercury (titoli di coda)                                       | Cores do vento                           | Colori del vento                       |
| Portoghese (Europa)         | Susana Félix                                                                                 | Quantas cores do vento tem               | Quanti colori ha il vento              |
| Romeno                      | Alina Eremia                                                                                 | Culori al zării vânt                     | Colori dell'orizzonte del vento        |
| Russo                       | Теона Дольникова (Teona Dolnikova)                                                           | Цветами ветра (Cvetami vetra)            | Dai colori del vento                   |
| Slovacco                    | Soňa Norísová                                                                                | Farby vetra                              | Colori del vento                       |
| Spagnolo (castigliano)      | Gema Castaño (film) & Véronica Romero (titoli di coda)                                       | Colores en el viento                     | Colori al vento                        |
| Spagnolo (latino americano) | Susana Zabaleta (film) & Vanessa Williams (titoli di coda)                                   | Colores en el viento                     | Colori al vento                        |
| Svedese                     | Heléne Lundström                                                                             | Färger i en vind                         | Colori in un vento                     |
| Tedesco                     | Alexandra Wilcke (film) & Jennifer Rush (titoli di coda)                                     | Das Farbenspiel des Winds                | Il gioco dei colori nel vento          |
| Thailandese                 | ธีรนัยน์ ณ หนองคาย (Teeranai Na Nongkai) (film) & รวิวรรณ จินดา (Rawiwan Chinda) (titoli di coda) | สีสันแห่งสายลม (Sisan Haeng Sailom)         | Il colore del vento                    |
| Turco                       | Tuğba Önal (film) & Sertab Erener (titoli di coda)                                           | Binbir Rengiyle Rüzgarın                 | Il vento con i suoi mille e uno colori |
| Ungherese                   | Udvarias Anna                                                                                | A szél színei                            | I colori del vento                     |

## Significati
Nella canzone Pocahontas tenta di spiegare a John Smith la visione del mondo panteistica della sua cultura, attraverso i tradizionali significati e simboli della religione nativa americana.